# Mazda Lantis
O Lantis foi um coupé produzido pela Mazda, que teve duas versões (4 e 5 portas) vendidas no Japão entre 1993 e 1996. No resto do mundo também foi vendido com a designação 323F ou Astina, Allegro Hatchback (Colômbia e outros países da América Latina) ou Artis Hatchback (Chile).

## Sumário

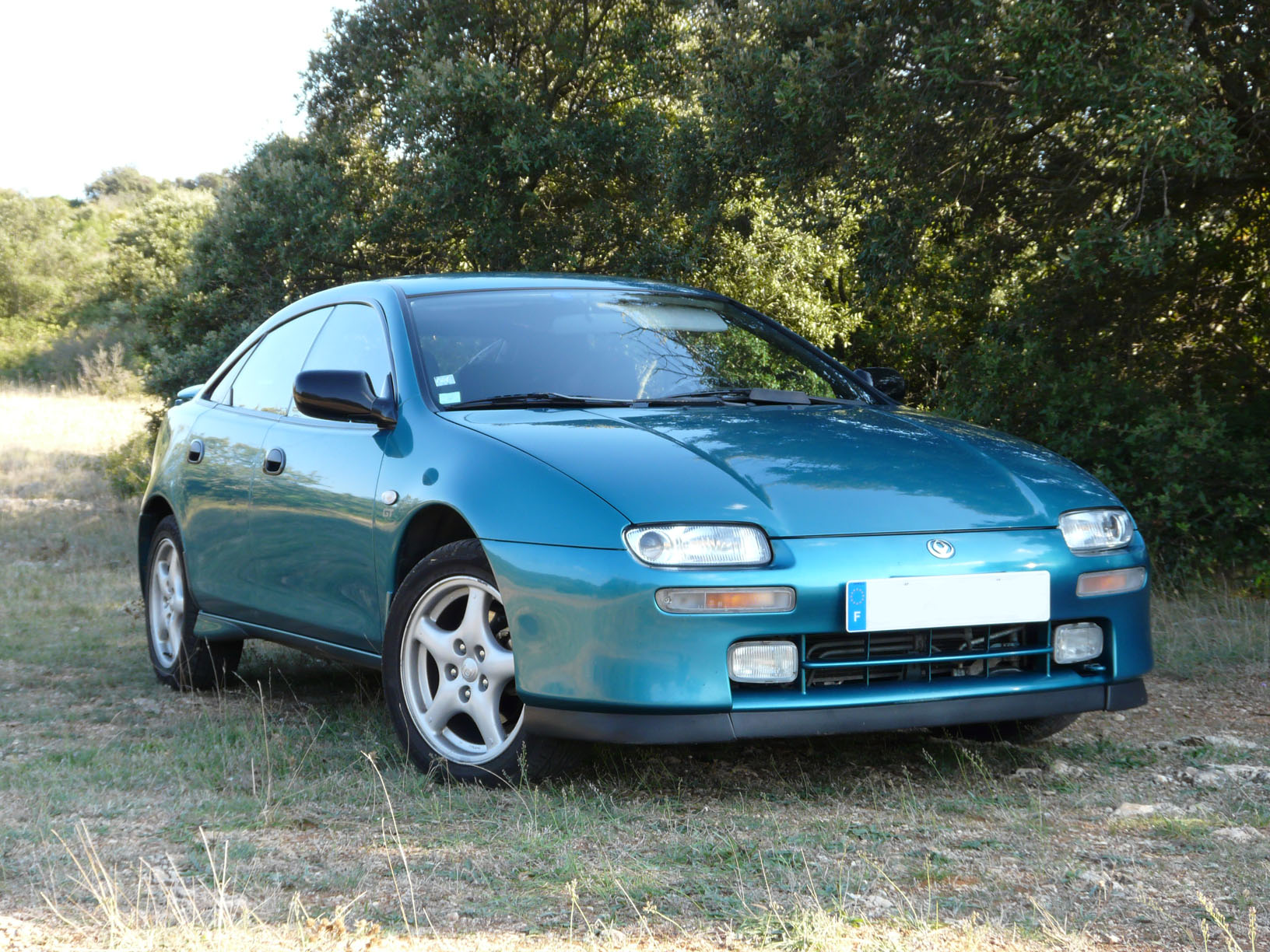
Mazda Lantis V6 versão Europeia

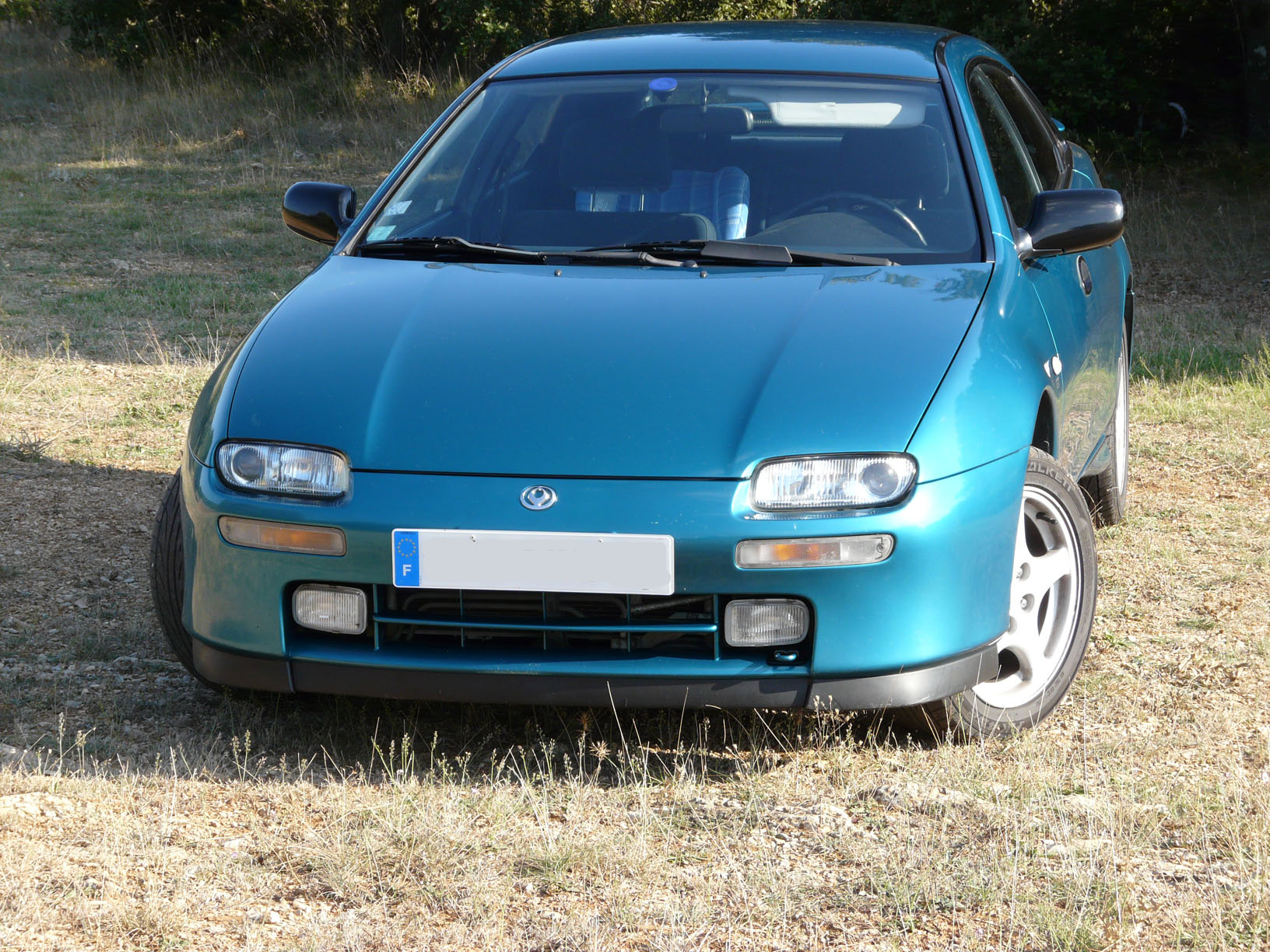
Mazda Lantis V6 versão Europeia

O Mazda Lantis usa a plataforma CB da Mazda, o que indica semelhanças de base com Xedos 6 e o 626 de 1994-1997. Tem tracção frontal com opção de transmissão manual ou automática.
Há duas variantes de carroçaria: um sedan de 4-portas (apenas vendido no Japão) e um "4-portas coupé" assim chamado pela Mazda mas que é no fundo um 5-portas hatchback.
Este modelo foi desenhado por Ginger (Arnold) Ostle, que tinha estado na Porsche antes de ter vindo para a Mazda, considerando alguns que por isso há alguma semelhança de estilos.
Entre o equipamento de série está direcção assistida, vidros e espelhos eléctricos e fecho central. Uma característica original é a ausência de friso nos vidros das portas sendo um pormenor inédito num carro de segmento familiar.
Na altura da apresentação o carro foi vendido nos vários representantes da marca no Japão Efini e Eunos mas as vendas nunca foram tão bem sucedidas como na Europa onde foi bastante apreciado.
O nome Lantis vem do Latim "Latens Curtis" que pode ser traduzido como "segredo reduzido".
Mais uma curiosidade o Astina foi seleccionado por "Jackie Chan" para um troféu em 1995 e 1996 no Macau Grand Prix tendo sido conduzido pelo actor de Hong Kong com um piloto de corridas ao lado para o apoiar.
Motores:
- 1.5 L Z5 I4
- 1.6 L B6-D I4
- 1.8 L BP-ZE I4
- 2.0 L KF-ZE V6

Apesar de não aparecer indicado o motor aplicado em cada carro a versão V6 tem diversas diferenças sendo as 5 porcas por roda a mais fiável pois as diferenças estéticas são facilmente reproduzidas.

## Cronologia
- 24/08/1993 – Apresentação oficial
- 01/09/1993 – Inicio da comercialização
- Fev/1994 – Versão limitada Type G no Japão
- Junho/1994 – Alteração das cores para o Coupe
- Julho/1995 – Introdução da cor branca Shasutohowaito
- Agosto/1996 – Introdução de melhorias – restyle
- Agosto/1997 – Produção descontinuada – continua no estrangeiro